# Meghalaya
Cet article possède un paronyme, voir Meghalayen.
 (mai 2025).
Si vous disposez d'ouvrages ou d'articles de référence ou si vous connaissez des sites web de qualité traitant du thème abordé ici, merci de compléter l'article en donnant les références utiles à sa vérifiabilité et en les liant à la section « Notes et références ».
Le Meghalaya (prononcé en anglais : /meɪˈɡɑːləjə/ ; du sanskrit मेघालय (meghālaya), littéralement, la « Demeure des nuages ») est un État du Nord-Est de l'Inde dont la capitale est Shillong. C'est un État peuplé majoritairement de populations adivasis, parlant notamment le khasi et le garo, et de confession chrétienne.

## Histoire
L'État du Meghalaya est créé à partir de deux districts dits des Collines (ceux des Khasi et des Garo) de l'État de l'Assam. Le mouvement qui tend à la création d'un État des Collines débute en 1960 et aboutit à la création d'un État fédéré le 21 janvier 1972, le 21e État de l'Union indienne. Son autonomie datait du 2 avril 1970, selon l'Assam Reorganisation (Meghalaya) Act de 1969 où ce nom apparaît pour la première fois, il est constitué de deux districts : le Garo Hills District et le United Khasi and Jaintia Hills district.
Le Meghalaya devient un État de plein exercice à minuit le 21 janvier 1972. Il dispose d'une Vidhan Sabha de soixante députés.

## Politique

### Résultat des élections législatives de 2004
- INC-centristes 45,55 %
- AITC (parti local) 28,27 %
- BJP-nationalistes 8,63 %
- NCP-centristes de gauche 0 %
- CPI-communistes 0 %
- JD (U)-centristes de gauche 0 %
- SHS-nationalistes 0 %
- BSP-intouchables 0 %
- SP-basses castes 0 %
- CPIM-communistes 0 %
- JD (S)-centristes de gauche 0 %
- RJD-centristes de gauche 0 %
- CPI(ML)-communistes 0 %

## Liste des districts

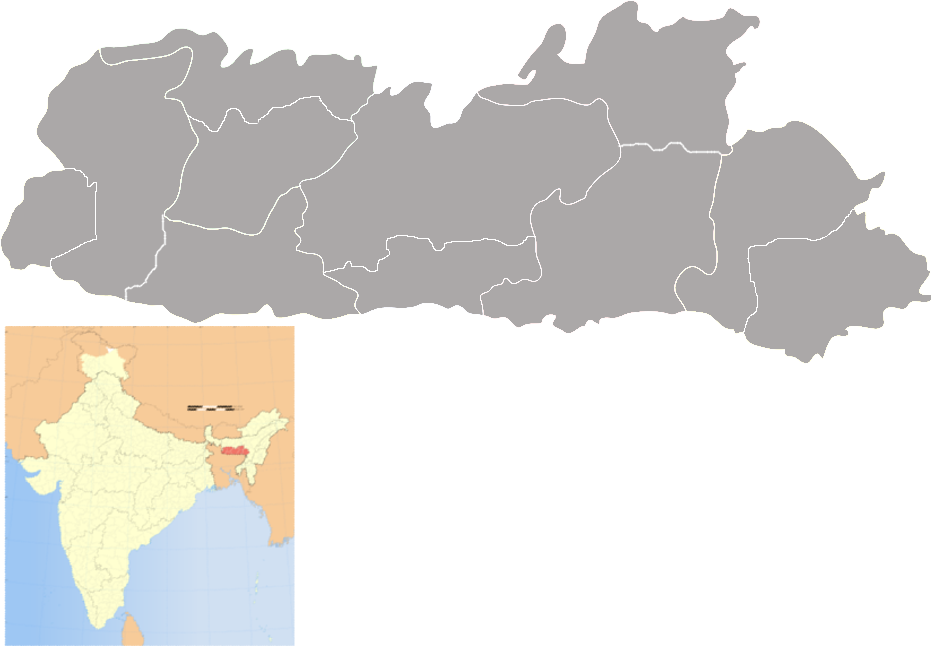
Les Districts du Meghalaya

Le Meghalaya est divisé en onze districts :

## Géographie

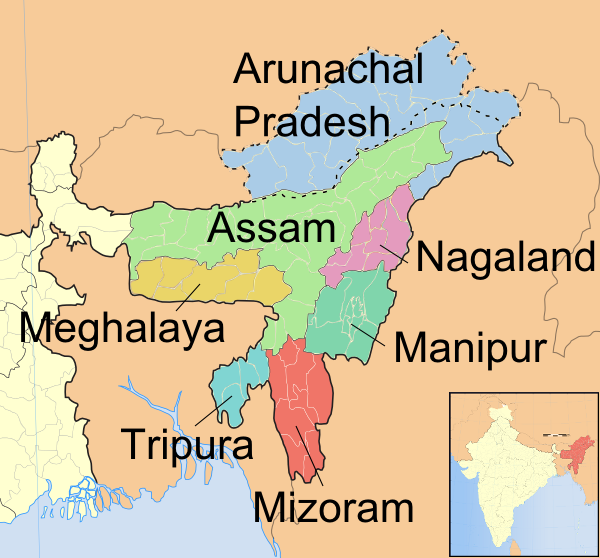
Une carte des "Sept États sœurs"

L'État revêt la forme d'une bande montagneuse d'environ 300 km de long, dans le sens Est-Ouest sur 100 km de large, pour une surface totale de 22 429 km2. La population s'élevait à 2 175 000 habitants en 2000. Il est bordé au Nord par l'Assam et au Sud par le Bangladesh. Sa capitale est Shillong, qui compte quelque 260 000 habitants et qui était la capitale de l'Assam jusqu'en 1972.
Le climat du Meghalaya est modéré mais humide, la moyenne annuelle des précipitations atteignant 12 000 mm (12 mètres) dans certaines zones, ce qui en fait l'État le plus arrosé de la fédération. La ville de Cherrapunji, au sud de la capitale, détient le record mondial des précipitations sur un mois, tandis que le village de Mawsynram, près de Cherrapunji, détient celui du record des précipitations sur une année. Un tiers du Meghalaya est couvert de forêts. La chaîne des Garo à l'Ouest, celle des Khasi et celle des Jaintia à l'Est, sont d'une altitude modérée, le point culminant étant le pic Shillong s'élevant à 1 965 m.

## Démographie et population
Les populations tribales représentent 85 % de la population du Meghalaya. Les Khasi, le groupe le plus large, suivi par les Garo, étaient de ceux que les Britanniques appelaient les "hill tribes". Parmi les autres groupes, on compte les Jaintia et les Hajong. Cependant, quelque 50 % de la population, incluant 54 000 Bengalis et 49 000 Shaikhs, n'est pas classée comme tribale.

## Culture

### Religions

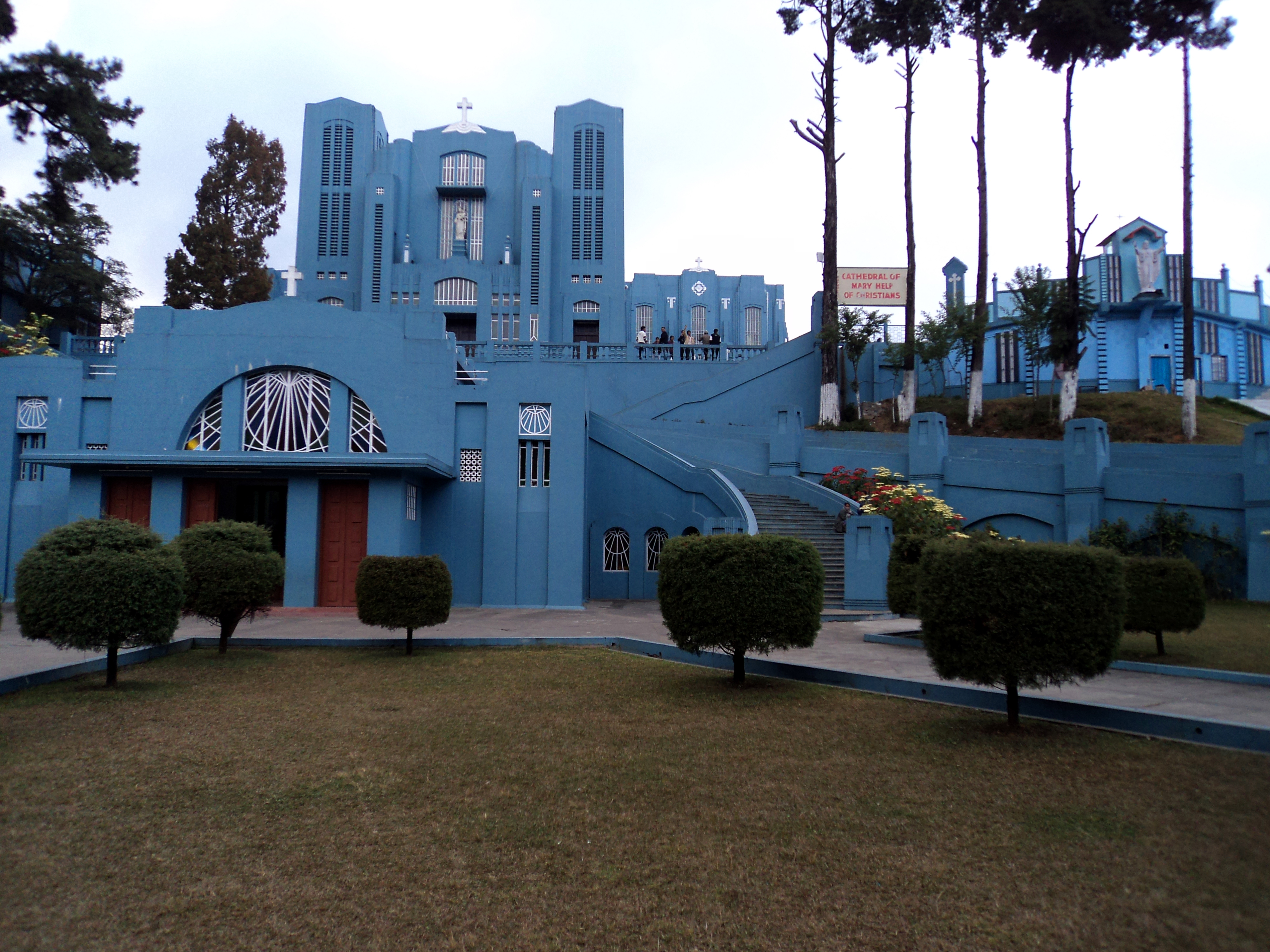
La cathédrale Sainte-Marie-Auxiliatrice à Shillong.

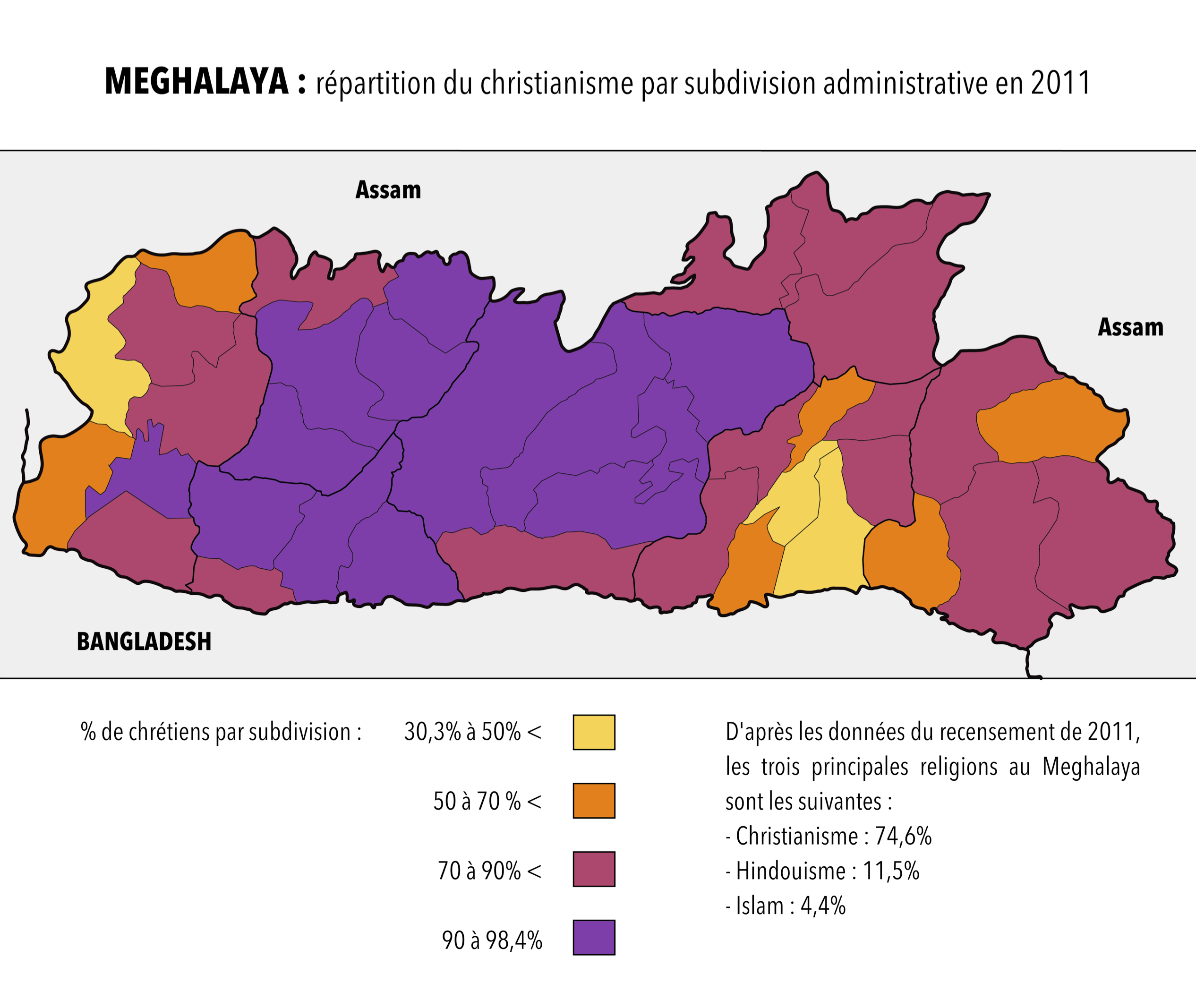
Répartition du christianisme par subdivision administrative en 2011

Le Meghalaya est l'un des trois États en Inde, avec le Nagaland et le Mizoram, où la population est de manière générale, majoritairement chrétienne. Près de 75 % de la population est chrétienne selon le recensement de 2011, 11,5 % hindouiste, 8,7 % suit d'autres religions, et 4,4 % est musulmane. Les principales confessions chrétiennes sont les presbytériens et les catholiques. Il existe également des animistes. La religion des personnes est étroitement liée à leur appartenance ethnique. Le christianisme est pratiqué par 90 % des Garo et 80 % des Khasi, tandis que plus de 97 % des Hajong et 98,53 % des tribus Koch sont hindouistes.

### Langues
D'après les données du recensement de 2011[réf. nécessaire], la première langue parlée au Meghalaya est le khasi. 46,59 % des habitants l'ont déclaré comme langue maternelle. Il s'agit d'une langue appartenant à la famille linguistique môn-khmer. La deuxième langue de l'État est le garo, langue tibéto-birmane pratiquée par 31,56 % de la population. Le Bengali n'est majoritaire que dans le seul bloc de Selsella situé dans le district des West Garo Hills. 7,84 % des habitants du Meghalaya l'ont pour langue maternelle. Le bengali est une langue indo-européenne.

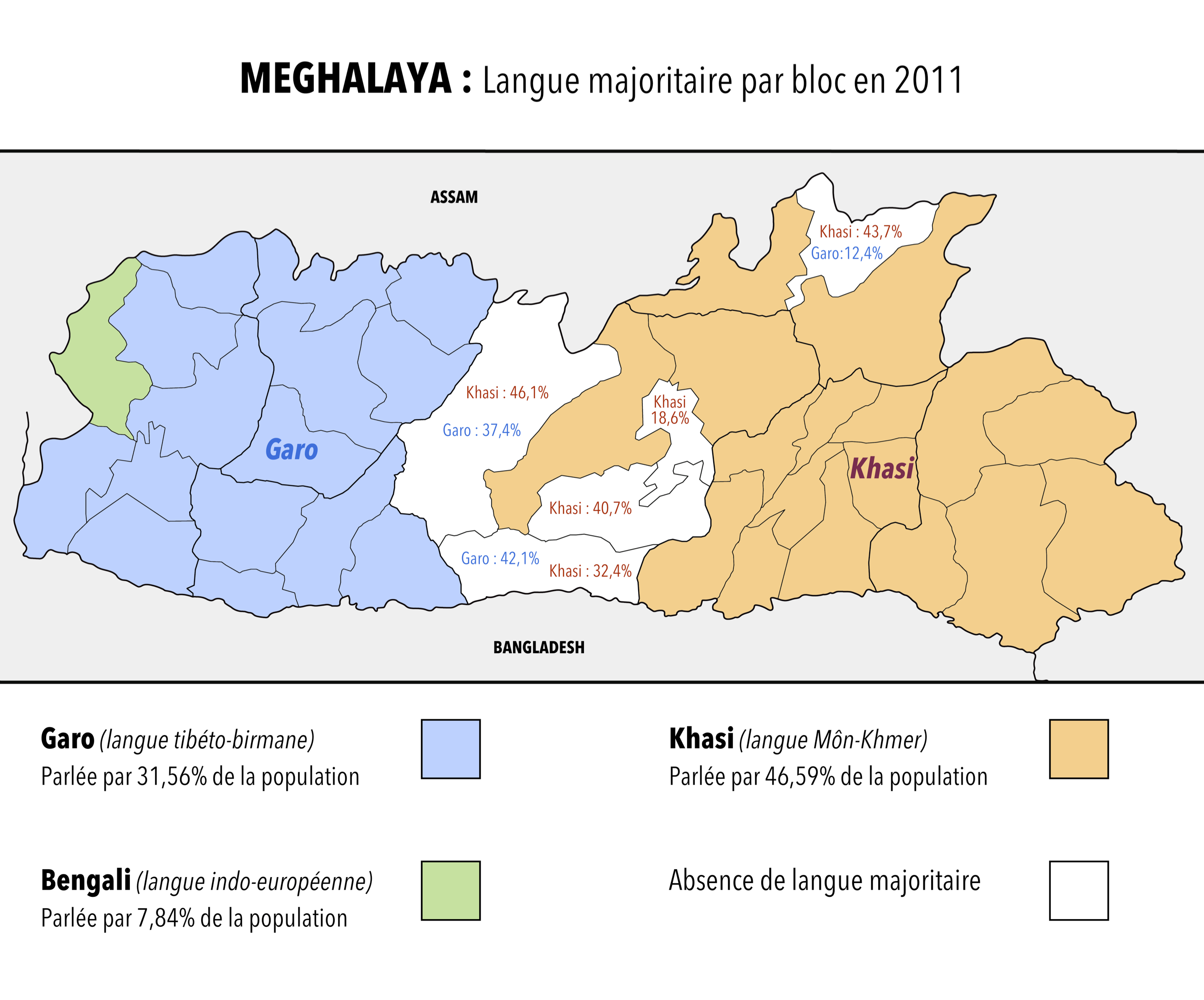
Meghalaya : langue majoritaire par subdivision administrative en 2011.

## Tourisme
Longtemps fermé aux étrangers, le Meghalaya essaie de promouvoir un tourisme essentiellement basé sur ses beautés naturelles. Cependant, cette ouverture est rendue difficile par l'action des groupes séparatistes (ULFA and NDFB) qui utilisent les monts Garo comme base d'opérations, aidés par le terrain forestier difficile d'accès et la frontière du Bangladesh qui permet un repli facile.

## Économie
Le Meghalaya est riche en minéraux et des mines de charbon y sont implantées, provoquant une pollution grave de l'eau. Les mines sont dangereuses pour les travailleurs ; quinze mineurs trouvent la mort dans l'inondation d'une mine en 2012, et treize autres sont piégés en 2018.